# Konrad von Geisenheim
Konrad von Geisenheim (auch: Gysenheim, Giesenheim, Beymondi; * Geisenheim; † 30. Mai 1386 in Lübeck) war ein deutscher Diplomat und als Konrad III. Bischof von Lübeck.

## Leben
Konrad stammte aus dem Rheingrafengeschlecht der Geisenheims. Zum Geistlichen bestimmt findet man ihn als Kleriker in der Diözese Mainz. Vermutlich war er Kanoniker in Mainz gewesen, er wurde 1358 Protonotar Karls IV. und übernahm 1370 als Kanzler die Leitung der Reichskanzlei. Diese Stelle bekleidete er auch unter dem römisch-deutschen König Wenzel und war in jener Funktion häufig in diplomatischen Diensten am päpstlichen Hof unterwegs. Am kaiserlichen Hof hatte er durch die Gunst der Potentaten einige Pfründen erlangt.
So ist er als Domdekan in Speyer und Propst in Bamberg nachweisbar und wurde auf Vorschlag des Kaisers von Papst Urban VI. am 19. März 1379 zum Bischof von Lübeck ernannt. Nachdem er am 22. April in das Amt eingeführt worden war, hielt er am 19. Mai seine erste Messe ab. Bis Dezember 1384 blieb er jedoch zugleich in der Reichskanzlei tätig, während er seine bischöflichen Aufgaben administrativ seinem Bruder Johann von Geisenheim und Johannes von Klenedenst übertrug. 1385 scheint er sich vollständig nach Lübeck zurückgezogen zu haben, wo er im Folgejahr starb und im Lübecker Dom begraben wurde. Sein Grabmal dort ist nicht erhalten.